# Lollius mirus
Lollius mirus är en insektsart som först beskrevs av Chan och Yang 1994.  Lollius mirus ingår i släktet Lollius och familjen sköldstritar. Inga underarter finns listade i Catalogue of Life.